# Cliquenweite
Die Cliquenweite ist ein Begriff aus der Graphentheorie und ordnet jedem ungerichteten Graphen {\displaystyle G=(V,E)} eine natürliche Zahl zu. Sie ist daher ein Graphparameter. Mit Hilfe eines k-Ausdrucks (s. u.) lassen sich viele NP-vollständige Probleme wie zum Beispiel HAMILTONKREIS oder CLIQUE und das damit eng verwandte UNABHÄNGIGE MENGE in Zeit {\displaystyle O(f(k)\cdot n)} lösen, was für konstante {\displaystyle k} eine lineare Laufzeit ist. Da jedoch nicht bekannt ist, ob ein k-Ausdruck hinreichend schnell berechnet werden kann, ist es zur Zeit unklar, ob man hieraus folgern kann, dass diese Probleme auf Graphen mit beschränkter Cliquenweite effizient zu lösen sind.

## Definition
Der Begriff der Cliquenweite eines Graphen wurde erstmals von Bruno Courcelle und Stephan Olariu eingeführt. Für die Definition der Cliquenweite muss zunächst der Begriff des k-markierten  Graphen eingeführt werden:

### k-markierter Graph
- Für ein {\displaystyle k\in \mathbb {N} } sei {\displaystyle \lbrack k\rbrack :=\lbrace 1,\ldots ,k\rbrace }
- Ein k-markierter Graph {\displaystyle \ G=(V_{G},E_{G},lab_{G})\ } ist ein Graph {\displaystyle \ (V_{G},E_{G})\ }, dessen Knoten mit einer Markierungsabbildung {\displaystyle lab_{G}:V_{G}\rightarrow \lbrack k\rbrack } markiert werden
- Ein Graph mit genau einem mit {\displaystyle i\in \lbrack k\rbrack } markierten Knoten wird mit {\displaystyle \bullet _{i}} bezeichnet

### Cliquenweite
Ein {\displaystyle k}-markierter Graph {\displaystyle G} hat eine Cliquenweite von höchstens {\displaystyle k}, wenn {\displaystyle G} in der Graphklasse {\displaystyle CW_{k}} enthalten ist. Dabei ist {\displaystyle CW_{k}} induktiv wie folgt definiert:
1. Der {\displaystyle k}-markierte Graph {\displaystyle \bullet _{i}} (ein Graph bestehend aus einem Knoten mit Markierung {\displaystyle i}) ist in {\displaystyle CW_{k}} für alle {\displaystyle i=1..k}
2. Seien {\displaystyle G=(V_{G},E_{G},lab_{G})} und {\displaystyle J=(V_{J},E_{J},lab_{J})} knotendisjunkte {\displaystyle k}-markierte Graphen. Dann ist ihre disjunkte Vereinigung {\displaystyle G\oplus J=(V',E',lab')} in {\displaystyle CW_{k}}, mit
  1. {\displaystyle V':=V_{G}\cup V_{J}}
  2. {\displaystyle E':=E_{G}\cup E_{J}}
  3. {\displaystyle lab'(u)={\begin{cases}lab_{G}(u),&{\text{falls }}u\in V_{G},\\lab_{J}(u),&{\text{falls }}u\in V_{J}\end{cases}}}    {\displaystyle \forall u\in V'}
3. Seien {\displaystyle i,j\in \lbrack k\rbrack } mit {\displaystyle i\neq j} und {\displaystyle G=(V_{G},E_{G},lab_{G})} ein {\displaystyle k}-markierter Graph. Es sind
  1. der {\displaystyle k}-markierte Graph, der aus G entsteht, indem die Markierung aller mit {\displaystyle i} markierten Knoten durch eine Markierung mit {\displaystyle j} ersetzt wird {\displaystyle \rho _{i\rightarrow j}(G)=(V_{G},E_{G},lab')} in {\displaystyle CW_{k}} mit {\displaystyle lab'(u)={\begin{cases}lab_{G}(u),&{\text{falls }}lab_{G}(u)\neq i,\\j,&{\text{falls }}lab_{G}(u)=i\end{cases}}}    {\displaystyle \forall u\in V'}
  2. der {\displaystyle k}-markierte Graph, der aus G entsteht, indem alle mit {\displaystyle i} markierten Knoten verbunden werden mit allen Knoten, die mit {\displaystyle j} markiert sind. {\displaystyle \eta _{i,j}(G)=(V_{G},E',lab_{G})} in {\displaystyle CW_{k}} mit {\displaystyle E'=E_{G}\cup \lbrace \lbrace u,v\rbrace |lab(u)=i,lab(v)=j\rbrace }

Die Cliquenweite eines markierten Graphen {\displaystyle G} ist die kleinste natürliche Zahl {\displaystyle k} mit {\displaystyle G\in CW_{k}} und wird mit {\displaystyle cw(G)} bezeichnet.
Ein Ausdruck {\displaystyle X}, der sich aus den Operationen {\displaystyle \bullet _{i}}, {\displaystyle \oplus }, {\displaystyle \rho _{i\rightarrow j}} und {\displaystyle \eta _{i,j}}, wobei {\displaystyle i,j\in \lbrack k\rbrack }, zusammensetzt, wird als Cliquenweite-k-Ausdruck oder k-Ausdruck bezeichnet.

## Beispiel
Der ungerichtete Graph mit 6 Knoten {\displaystyle C_{6}} hat eine Cliquenweite von 3, da er sich mit den folgenden Operationen erzeugen lässt:
| Cliquenweite-Operation                              | Visualisierung des Graphen |
| --------------------------------------------------- | -------------------------- |
| {\displaystyle G_{1}=\bullet _{1}}                  |                            |
| {\displaystyle G_{2}=\bullet _{2}}                  |                            |
| {\displaystyle G_{3}=G_{1}\oplus G_{2}}             |                            |
| {\displaystyle G_{4}=\eta _{1,2}(G_{3})}            |                            |
| {\displaystyle G_{5}=G_{4}\oplus G_{4}}             |                            |
| {\displaystyle G_{6}=G_{5}\oplus \bullet _{3}}      |                            |
| {\displaystyle G_{7}=\eta _{1,3}(G_{6})}            |                            |
| {\displaystyle G_{8}=\rho _{3\rightarrow 1}(G_{7})} |                            |
| {\displaystyle G_{9}=G_{8}\oplus \bullet _{3}}      |                            |
| {\displaystyle C_{6}=\eta _{2,3}(G_{9})}            |                            |

Der zugehörige {\displaystyle 3}-Ausdruck ist
{\displaystyle X=\eta _{2,3}(\rho _{3\rightarrow 1}(\eta _{1,3}(\eta (\bullet _{1}\oplus \bullet _{2})\oplus \eta (\bullet _{1}\oplus \bullet _{2})\oplus \bullet _{3}))\oplus \bullet _{3})}

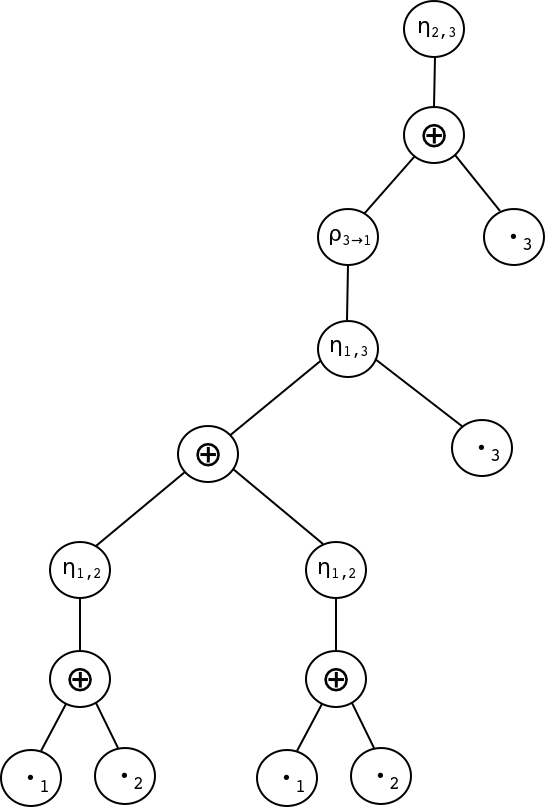
3-Ausdrucksbaum für die Konstruktion des

Rechts ist der entsprechende 3-Ausdrucksbaum für {\displaystyle X} abgebildet.

## Cliquenweite spezieller Graphklassen
Obwohl das Bestimmen der Cliquenweite eines Graphen im Allgemeinen NP-vollständig ist, lässt sich die Cliquenweite von gewissen Graphen mit speziellen Eigenschaften zumindest nach oben abschätzen. Es existieren die folgenden Zusammenhänge:
- Jeder vollständige Graph hat eine Cliquenweite von höchstens 2
- Jeder Weg hat eine Cliquenweite von höchstens 3
- Auch Bäume und distanzerhaltende Graphen haben eine Cliquenweite von höchstens 3

Weiterhin ist bekannt, dass Co-Graphen eine Cliquenweite von höchstens 2 haben und dass jeder Graph mit einer Cliquenweite von höchstens 2 ein Co-Graph ist.

## Zusammenhang zwischen Cliquenweite und Baumweite
Es existieren mehrere Zusammenhänge zwischen der Cliquenweite {\displaystyle cw(G)} und der Baumweite {\displaystyle tw(G)} eines ungerichteten Graphen {\displaystyle G}.
Die folgende Aussage zeigt, dass sich {\displaystyle cw(G)} durch {\displaystyle tw(G)} nach oben abschätzen lässt:
{\displaystyle cw(G)\leq 3\cdot 2^{tw(G)-1}}
Umgekehrt hingegen lässt sich die Baumweite eines Graphen im Allgemeinen nicht durch seine Cliquenweite beschränken, wie man sich leicht am Beispiel vollständiger Graphen überlegen kann:
Der vollständige Graph {\displaystyle K_{n}} mit {\displaystyle n} Knoten hat eine Baumweite von {\displaystyle n-1} und eine Cliquenweite von höchstens 2. Somit gilt für alle {\displaystyle n} mit {\displaystyle n\geq 4}:
{\displaystyle cw(K_{n})<tw(K_{n})}.
Allerdings lässt sich unter gewissen Umständen auch die Baumweite durch die Cliquenweite nach oben abschätzen.
Besitzt {\displaystyle G} keinen vollständig bipartiten Graphen {\displaystyle K_{n,n}} als Teilgraphen, so gilt die folgende Aussage:
{\displaystyle tw(G)\leq 3\cdot (n-1)\cdot cw(G)-1}

## Zusammenhang zwischen Cliquenweite und NLC-Weite
Die Cliquenweite lässt sich sowohl nach unten als auch nach oben durch die NLC-Weite {\displaystyle nlcw(G)} abschätzen:
{\displaystyle nlcw(G)\leq cw(G)\leq 2\cdot nlcw(G)}